# Favonigobius
A Favonigobius a csontos halak (Osteichthyes) főosztályának a sugarasúszójú halak (Actinopterygii) osztályába, ezen belül a sügéralakúak (Perciformes) rendjébe, a gébfélék (Gobiidae) családjába és a Gobiinae alcsaládjába tartozó nem.

## Rendszerezés
A nembe az alábbi 9 faj tartozik:
- Favonigobius aliciae (Herre, 1936)
- Favonigobius exquisitus Whitley, 1950
- Favonigobius gymnauchen (Bleeker, 1860)
- Favonigobius lateralis (Macleay, 1881) - típusfaj
- Favonigobius lentiginosus (Richardson, 1844)
- Favonigobius melanobranchus (Fowler, 1934)
- Favonigobius opalescens (Herre, 1936)
- Favonigobius punctatus (Gill & Miller, 1990)
- Favonigobius reichei (Bleeker, 1854)